# Lisandra Guerra Rodríguez
Lisandra Guerra Rodríguez   (Matanzas, 31 d'octubre de 1987) és una exciclista cubana especialista en la pista. Ha estat Campiona del món en 500 metres contrarellotge i guanyadora de nombroses medalles. Ha participat en tres Jocs Olímpics d'estiu.

## Palmarès en pista
- 2005
  -  Campiona del món júnior en Velocitat
  -  Campiona del món júnior en 500 metres contrarellotge
  - 1a als Campionats Panamericans en 500 metres contrarellotge
- 2006
  - Medalla d'or als Jocs Centreamericans i del Carib en Velocitat
  - 1a als Campionats Panamericans en 500 metres contrarellotge
  - 1a als Campionats Panamericans en Keirin
- 2007
  - 1a als Campionats Panamericans en 500 metres contrarellotge
  - 1a als Campionats Panamericans en Velocitat individual
- 2008
  -  Campiona del món de 500 metres
- 2009
  - 1a als Campionats Panamericans en 500 metres contrarellotge
  - 1a als Campionats Panamericans en Keirin
  - 1a als Campionats Panamericans en Velocitat individual
- 2010
  - 1a als Campionats Panamericans en 500 metres contrarellotge
  - 1a als Campionats Panamericans en Keirin
  - 1a als Campionats Panamericans en Velocitat individual
  - 1a als Campionats Panamericans en Velocitat per equips (amb Arianna Herrera)
- 2011
  - Medalla d'or als Jocs Panamericans en Velocitat
  - 1a als Campionats Panamericans en 500 metres contrarellotge
  - 1a als Campionats Panamericans en Keirin
  - 1a als Campionats Panamericans en Velocitat individual
- 2012
  - 1a als Campionats Panamericans en 500 metres contrarellotge
- 2013
  - 1a als Campionats Panamericans en 500 metres contrarellotge
  - 1a als Campionats Panamericans en Keirin
  - 1a als Campionats Panamericans en Velocitat individual
- 2014
  - 1a als Campionats Panamericans en 500 metres contrarellotge
  - 1a als Campionats Panamericans en Velocitat individual

### Resultats a laCopa del Món
- 2006-2007
  - 1a a la Classificació general i a les proves de Moscou i Los Angeles, en 500 metres
- 2007-2008
  - 1a a la Classificació general i a les proves de Pequín i Los Angeles, en 500 metres
- 2008-2009
  - 1a a Copenhaguen, en 500 metres
- 2011-2012
  - 1a a Pequín, en 500 metres